# Nguyễn Phi Hùng (thiếu tướng)
Nguyễn Phi Hùng là Thiếu tướng Công an nhân dân Việt Nam. Ông nguyên là Phó Tổng cục trưởng Tổng cục Cảnh sát phòng chống tội phạm, Bộ Công an Việt Nam.

## Sự nghiệp
Năm 2006, ông là Thượng tá, Phó Giám đốc Công an tỉnh Đồng Nai.
Trước tháng 8 năm 2011, ông là Đại tá, Phó Giám đốc Công an tỉnh Đồng Nai.
Ngày 26 tháng 8 năm 2011, ông được Bộ trưởng Bộ Công an Việt Nam Trần Đại Quang điều động và bổ nhiệm giữ chức vụ Phó Tổng cục trưởng Tổng cục Cảnh sát phòng chống tội phạm, Bộ Công an Việt Nam..
Sau đó ông được thăng quân hàm Thiếu tướng Công an nhân dân Việt Nam.
Ông nguyên là Phó Tổng cục trưởng Tổng cục Cảnh sát phòng chống tội phạm, Bộ Công an Việt Nam.